# Wielersport op de Olympische Zomerspelen 2016 – Mountainbike mannen
De mountainbikewedstrijd voor de mannen op de Olympische Zomerspelen 2016 vond plaats op zondag 21 augustus 2016. De Tsjech Jaroslav Kulhavý won de gouden medaille in 2012 en verdedigde zijn olympische titel in Rio. 48 andere wielrenners uit 32 landen deden ook mee. De wedstrijd werd gereden op een parcours in het Centro de Mountain Bike, dat zevenmaal werd afgelegd. De Zwitser en titelfavoriet Nino Schurter, die een groot deel van de race samen met Kulhavý op de eerste positie reed, won het goud, bijna een minuut voor Kulhavý als uiteindelijke nummer twee. De Spanjaard Carlos Coloma Nicolás won de bronzen medaille, nadat hij vier jaar eerder zesde werd.

## Uitslag
| rang             | naam                      | land             | tijd    |
| ---------------- | ------------------------- | ---------------- | ------- |
| Goud             | Nino Schurter             | Zwitserland      | 1:33:28 |
| Zilver           | Jaroslav Kulhavý          | Tsjechië         | +50"    |
| Brons            | Carlos Coloma Nicolás     | Spanje           | +1'23"  |
| 4                | Maxime Marotte            | Frankrijk        | +1'33"  |
| 5                | Jhonnatan Botero Villegas | Colombia         | +2'16"  |
| 6                | Mathias Flückiger         | Zwitserland      | +2'24"  |
| 7                | Luca Braidot              | Italië           | +2'57"  |
| 8                | Julien Absalon            | Frankrijk        | +3'15"  |
| 9                | David Valero Serrano      | Spanje           | +3'32"  |
| 10               | Victor Koretzky           | Frankrijk        | +3'59"  |
| 11               | Ruben Scheire             | België           | +4'08"  |
| 12               | Anton Sintsov             | Rusland          | +4'10"  |
| 13               | Manuel Fumic              | Duitsland        | +4'11"  |
| 14               | Ondřej Cink               | Tsjechië         | +4'50"  |
| 15               | José Antonio Hermida      | Spanje           | +4'53"  |
| 16               | Daniel McConnell          | Australië        | +5'14"  |
| 17               | Grant Ferguson            | Groot-Brittannië | +5'42"  |
| 18               | Jens Schuermans           | België           | +6'02"  |
| 19               | Andrea Tiberi             | Italië           | +6'05"  |
| 20               | Marco Fontana             | Italië           | +6'57"  |
| 21               | Kohei Yamamoto            | Japan            | +7'06"  |
| 22               | Jan Škarnitzl             | Tsjechië         | +7'43"  |
| 23               | Henrique Avancini         | Brazilië         | +7'50"  |
| 24               | András Parti              | Hongarije        | +7'52"  |
| 25               | Catriel Soto              | Argentinië       | +8'33"  |
| 26               | Alan Hatherly             | Zuid-Afrika      | +8'35"  |
| 27               | Leandre Bouchard          | Canada           | +9'15"  |
| 28               | Moritz Milatz             | Duitsland        | +9'46"  |
| 29               | Shlomi Haimy              | Israël           | +10'02" |
| 30               | Rubens Valeriano          | Brazilië         | +10'33" |
| 31               | Dimitrios Antoniadis      | Griekenland      | +10'49" |
| 32               | Chun Hing Chan            | Hongkong         | +11'13" |
| 33               | Andrey Fonseca            | Costa Rica       | +11'26" |
| 34               | Simon Andreassen          | Denemarken       | +14'16" |
| 35               | Peter Sagan               | Slowakije        | LAP     |
| 36               | Scott Bowden              | Australië        | LAP     |
| 37               | Samuel Gaze               | Nieuw-Zeeland    | LAP     |
| 38               | Howard Grotts             | Verenigde Staten | LAP     |
| 39               | Tiago Ferreira            | Portugal         | LAP     |
| 40               | Raphaël Gagné             | Canada           | LAP     |
| 41               | Nathan Byukusenge         | Rwanda           | LAP     |
| 42               | James Reid                | Zuid-Afrika      | LAP     |
| 43               | Wang Zhen                 | China            | LAP     |
| 44               | David Rosa                | Portugal         | LAP     |
|                  | Alexander Gehbauer        | Oostenrijk       | DNF     |
| Rudi van Houts   | Nederland                 | DNF              |         |
| Lars Forster     | Zwitserland               | DNF              |         |
| Phetetso Monese  | Lesotho                   | DNF              |         |
| Peter Lombard II | Guam                      | DNF              |         |

1996: Bart Brentjens ·
2000: Miguel Martinez ·
2004: Julien Absalon ·
2008: Julien Absalon ·
2012: Jaroslav Kulhavý ·
2016: Nino Schurter ·
2020: Tom Pidcock ·
2024: Tom Pidcock